# Alina Gromova
Alina Gromova (geb. 1980 in Dnipropetrowsk, Ukrainische SSR) ist eine deutsche wissenschaftliche Publizistin und Kuratorin. Seit 2022 ist sie stellvertretende Direktorin und Leiterin der Bereiche Ausstellungen, Sammlung und Digitalisierung der Stiftung Neue Synagoge Berlin – Centrum Judaicum. Sie ist Vize-Präsidentin im Internationalen Museumsrat (ICOM) Deutschland.

## Leben
Alina Gromova gehört zur ersten Generation russischsprachiger jüdischer Einwanderer in Deutschland. Sie wuchs nach dem Tod ihrer Mutter ab dem Alter von fünf Jahren in der jüdischen Familie ihres Vaters und dem Freundeskreis ihrer Großeltern in der Stadt Dnipropetrowsk und in der Stadt Berdjansk am Asowschen Meer auf. Durch ihre Großmutter mütterlicherseits lernte sie auch den russisch-orthodoxen Glauben kennen. Jüdische Religion konnte in der Sowjetunion nur im Geheimen gelebt werden. Nach ihrer Erzählung habe die Familie jüdische Feste gefeiert, doch nie ausdrücklich darüber gesprochen, dass sie Juden sind. Mit dem Zerfall der Sowjetunion seien jüdische Organisationen aus dem Ausland in die Stadt gekommen und sie nahm in einem jüdischen Zentrum hebräischen Sprachunterricht. Mit 16 Jahren kam sie durch ein Programm der Jewish Agency for Israel in ein Internat in Israel. Sie wollte in Israel bleiben, doch ihre Familie beschloss 1997 als Kontingentflüchtlinge nach Deutschland auszuwandern, was nur möglich war, wenn alle minderjährigen Kindern mitausreisten. Sie lebten zunächst zu fünft in einem Zimmer in einer ehemaligen Kaserne in Köln. Trotz schlechter Deutschkenntnisse wurde sie in ein Gymnasium aufgenommen und schaffte das Abitur. Anschließend begann sie in Köln Englisch, Französisch, Slawistik und Rechtswissenschaft zu studieren, wechselte dann nach Berlin und Potsdam zu den Fächern Anglistik und Jüdische Studien und wurde bald Teil jüdischer Netzwerke in Berlin. Ein halbes Jahr studierte sie in Melbourne, lernte Jiddisch und arbeitete im Jewish Holocaust Museum and Research Centre, das die jüdische Community gegründet hatte.
Sie schloss 2012 ihre Promotion an der Humboldt-Universität Berlin im Fach Europäische Ethnologie ab mit einer Feldstudie zu Lebensstil und Identität junger russischsprachiger Juden und Jüdinnen, die in Berlin leben. Ihre Gutachter waren Wolfgang Kaschuba und Y. Michal Bodemann. Während sie ihre Doktorarbeit schrieb, war sie ab 2008 Referentin für Führungen im Jüdischen Museum Berlin. Von 2013 bis 2014 arbeitete sie ebendort als freie Mitarbeiterin im Forschungsprojekt „Lebenswirklicheiten. Jüdische Gegenwart in Deutschland“. Zwischen 2016 und 2021 war sie Wissenschaftliche Mitarbeiterin der 2012 eröffneten W. Michael Blumenthal-Akademie des Jüdischen Museums Berlin und dort für die Bereiche Migration und Diversität sowie das Jüdisch-Islamische Forum zuständig. Seit 2022 ist sie stellvertretende Direktorin der Stiftung Neue Synagoge Berlin – Centrum Judaicum und leitet dort den Bereich Ausstellungen und Sammlungen.
Sie schreibt regelmäßig Artikel in der Jüdischen Zeitung (Berlin), der Jüdischen Allgemeine und der russischsprachigen Jewreiskaja gaseta.
Von 2010 bis 2012 war sie im Vorstand der Stiftung Zurückgeben zur Förderung jüdischer Frauen in Kunst und Wissenschaft. Sie ist Vize-Präsidentin im Internationalen Museumsrat (ICOM) Deutschland.
2018 gehörte sie zu den Erstunterzeichnenden des Positionspapiers der Redaktion der jüdischen Zeitschrift Jalta zu “Juden in der AfD”.

## Zitat
„Für mich ist das Jüdischsein durch Elemente sowohl aus Religion, als auch aus Kultur, Familiengeschichte bestimmt. Es ist das, was ich tagtäglich in meiner Familie lebe. Ich zünde am Freitag Kerzen an und es gibt ein Essen, man hält nicht zwanghaft an allen Regeln fest, es ist eher ein symbolischer Teil meines Lebens, der aber ganz fest ist. Man weiß, letzten Endes wo man hingehört. Es schließt aber gar nicht aus, dass ich andere Traditionen lebe und auch andere Feste feiere.“ (Alina Gromova, zitiert in: Deutschlandfunk, 2018)

## Forschung und Rezensionen
Für ihre Studie, die als Buch unter dem Titel Generation »koscher light« erschien, begleitete sie ein Jahr lang 15 russischsprachige Jüdinnen und Juden im Alter von 18 bis 35 Jahre in ihrem Alltag in Berlin. Geboren in der Sowjetunion und aufgewachsen in einer religionsfeindlichen Gesellschaft mit oftmals nur einem jüdischen Elternteil, waren sie nicht in eine jüdische Umwelt hineinsozialisiert worden. Gromova ging der Frage nach, welche Rolle räumliche Aspekte für ihre Identitäts- und Gemeinschaftsbildung spielen. Als „koscher light“ bezeichnet sie den kreativen, selbstbewussten Umgang mit jüdischen Traditionen. Sie nennt die aus der Sowjetunion gekommenen jüdischen Zuwanderer „Experten für die Postmoderne“. Im Gegensatz zu den zugewanderten Israelis, würden sie noch immer als Neuankömmlinge betrachtet, sich selbst jedoch als selbstverständlichen Teil des deutschen Judentums begreifen.
Das „Jüdische“ werde in ihrer Studie „nicht als essentialistisches Substrat, sondern als dynamischer Suchprozess nach einer eigenen jüdischen Selbstwahrnehmung“ beschrieben, so der Ethnologe Oleg Pronitschew von der Universität Kiel. Gromova überzeuge „durch genaue und gut dokumentierte ethnographische Beobachtungen, die sie mit raumtheoretischen Konzepten von Martina Löw, Henri Lefebvre, Pierre Bourdieu oder Kevin Lynch verbindet.“
Als Europäische Ethnologin kombiniere Alina Gromova „kunstgerecht jüdische Studien, Migrationsforschung, Stadtraum-, Minderheiten- und Jugendperspektiven“, befand die Kulturwissenschaftlerin Julia Itin in dem Magazin Medaon. Gromova komme zu dem Ergebnis, dass urbane Räume zur Identitäts- und nicht traditioneller Gemeinschaftsbildung beitragen und dadurch das Jüdische als urbaner Lebensstil geformt werde. Laut der Rezensentin ist Gromovas Arbeit eine der Zukunft gewidmete interdisziplinäre Bereicherung in der Menge eher historisch geprägter Studien über das jüdische Leben in Deutschland.

## Auszeichnungen
- Humboldt-Preis 2013 der Humboldt-Universität, Sonderpreis „Judentum und Antisemitismus“ für ihre Dissertation[13]

## Veröffentlichungen
Monografien
- Generation »koscher light«. Urbane Räume und Praxen junger russischsprachiger Juden in Berlin. Transcript Verlag, Bielefeld 2013, ISBN 978-3-8376-2545-5.

Als Herausgeberin
- mit Felix Heinert und Sebastian Voigt: Jewish and Non-Jewish Spaces in the Urban Context (=Jüdische Kulturgeschichte in der Moderne, Bd. 4), Neofelis Verlag, Berlin 2015, ISBN 978-3-943414-44-8[14]

Buchbeiträge
- Spezifika der jungen Generation jüdischer Einwanderer aus der ehemaligen Sowjetunion in Berlin. Vorteile des raumpraxeologischen und ethnographischen Zugangs. In: Miriam Gillis-Carlebach, Barbara Vogel (Hrsg.): Becoming Visible. Jüdisches Leben in Deutschland seit 1990. Die achte Joseph Carlebach-Konferenz. Dölling und Galitz Verlag, München/Hamburg 2011, ISBN 978-3-86218-015-8, S. 153–168
- A City of Mind. Berlin in the Perception of Young Russian-Speaking Jewish Migrants. In: Claudia Simone Dorchain, Felice Naomi Wonnenberg (Hrsg.): Contemporary Jewish Reality in Germany and Its Reflection in Film (=Band 2 der Reihe Europäisch-jüdische Studien – Beiträge), De Gruyter, Berlin 2012, ISBN 978-3-11-026512-5, S. 71–84.
- Jüdische Vergemeinschaftung als Praxis der Distinktionen. In: Karen Körber (Hrsg.): Russisch-jüdische Gegenwart in Deutschland. interdisziplinäre Perspektiven auf eine Diaspora im Wandel (=Schriften des Jüdischen Museums, Band 3), Vandenhoeck & Ruprecht, Göttingen 2015, ISBN 978-3-525-30075-6, S. 60–81.
- „Wir haben Juden erwartet und es kamen Russen“ Umgang junger Juden mit Fremdbildern. In: Doron Kiesel/Zentralrat der Juden in Deutschland (Hrsg.): Perspektiven jüdischer Bildung. Diskurse – Erkenntnisse – Positionen, Band 1, Hentrich und Hentrich, Leipzig 2017, ISBN 978-3-95565-244-9, S. 20–33
- «Körper (ver)Stimmen Räume», im Gespräch mit Saboura Naqshband und Layla Zami (Interview: Ismahan Wayah). In: Ozan Zakariya Keskinkılıç, Ármin Langer (Hrsg.): Fremdgemacht & Reorientiert – jüdisch-muslimische Verflechtungen, Verlag Yilmaz-Günay, Berlin 2018, ISBN 978-3-9817227-7-2, Seiten 71–90.

Artikel
- Jüdische Berliner und ihre mentalen Stadtraum-Konstruktionen. In: Schweizerisches Archiv für Volkskunde, 108/2012, S. 81–95
- Jewish Dating or Niche-making? A Topographical Representation of Youth Culture In: Anthropological Journal of European Cultures, September 2014, ISSN 1755-2923, doi:10.3167/ajec.2014.230202
- Mit Serpil Polat: „Future Memories“ – neue Visionen des Erinnerns in Museen und Archiven der Migrationsgesellschaft, Jüdisches Museum Berlin, 2019 (pdf)
- Von Vaterjuden und anderen Bezeichnungen, auf die wir gut verzichten können. Bedeutung, Herausforderungen und Kritik In: Politik & Kultur 4/2021. Online auf Kulturrat.de
- En-Gendering jüdische Migration: Narrative jüdischer Frauen mit sowjetischer Erfahrung in Deutschland nach 1990. Bundeszentrale für politische Bildung, 5. Februar 2021
- In Zeiten des Krieges. Mit jüdischen Museen zu mehr Widerständigkeit und Diversität. In: F. Heimann und H. Sulzenbacher (Hrsg.): "Ausgestopfte Juden?" Geschichte, Gegenwart und Zukunft in Jüdischen Museen, Wallstein Verlag 2022.